# Isanthrene incendiaria
Isanthrene incendiaria là một loài bướm đêm thuộc phân họ Arctiinae, họ Erebidae.